# Emanuel Clemens von Dworski
Emanuel Clemens von Dworski de Prus (Černovci, Bukovina, 9. prosinca 1875. – Sušak, Rijeka, 31. prosinca 1941., kapetan fregate Austro-Ugarske Monarhije, počasni konzul Republike Poljske.

## Djetinjstvo
Rođen je u obitelji gimnazijskog profesora i prosvjetnog inspektora Emanuela Antona Dworskog u Bukovini, dijelu Austro-Ugarske Monarhije.

## Vojna karijera
Emanuel je stupio je u Carsko-kraljevsku vojnu pomorsku akademiju u Rijeci 1890. i završio ju 1894. godine. Od tada pa do kraja Prvoj svjetskog rata (1918.) služio je u austro-ugarskoj ratnoj mornarici.  Njegovo prvo veliko putovanje (na brodu SMS Albatros) u službi Austro-Ugarske bilo je u Tihi ocean (1895. - 1898.), na putu prema kojem je posjetio regiju Hadramaut na Arapskom poluotoku. Cilj putovanja bili su Solomonski otoci, na kojima je došlo do sukoba s lokalnim stanovništvom u kojem je poginuo direktor Carskog i kraljevskog geološkog društva iz Beča barun Fullon von Norbeck. Godine 1906. Emanuel je počeo službu na brodu SMS Kaiser Franz Josef I u sklopu putovanja austro-ugarske mornarice na Daleki Istok, kada je posjetio Cejlon, Kinu, Koreju i Japan.
Predavao je na Pomorskoj akademiji u Rijeci.
Aktivno je sudjelovao u Prvom svjetskom ratu, tijekom kojeg se, među ostalim, na brodu SMS Helgoland borio u nekoliko bitki kod Otrantskih vrata. Stekao je položaj kapetana fregate 1918. godine.

Krajem 1918. godine Ministarstvo vojno i mornarice SHS imenovalo ga je delegatom mornarice SHS u Rijeci. U ime novostvorene države za ratnu mornaricu SHS trebao je preuzeti u Rijeci i okolici sve objekte, uređaje i cijeli materijal bivše Austro-Ugarske Monarhije. 
Godine 1932. predsjednik Republike Poljske imenovao ga počasnim konzulom Republike Poljske u Sušaku (danas dijelu Rijeke). Prvi je i do sada jedini počasni konzul Republike Poljske na području današnje Rijeke. Počasni konzulat bio je smješten u Villi Dworski u ulici Pećine 6 (danas 3).

## Obitelj
Emanuel Dworski godine 1911. oženio je Nadu Ružić, s kojom je imao troje djece: pomorca i pravnika Emanuela Jerzyja, kipara Adama i oceanografa Jurja. Preminuo je u Sušaku. Pokopan je u mauzoleju obitelji Ružić na Trsatu.